# وانستيد (محطة مترو أنفاق لندن)
وانستيد (بالإنجليزية: Wanstead)‏ هي إحدى محطات مترو أنفاق لندن. تقع على خط سينترال أفتتحت في المنطقة (Zone) رقم 4 أفتتحت في 14 ديسمبر 1947.

## معرض صور

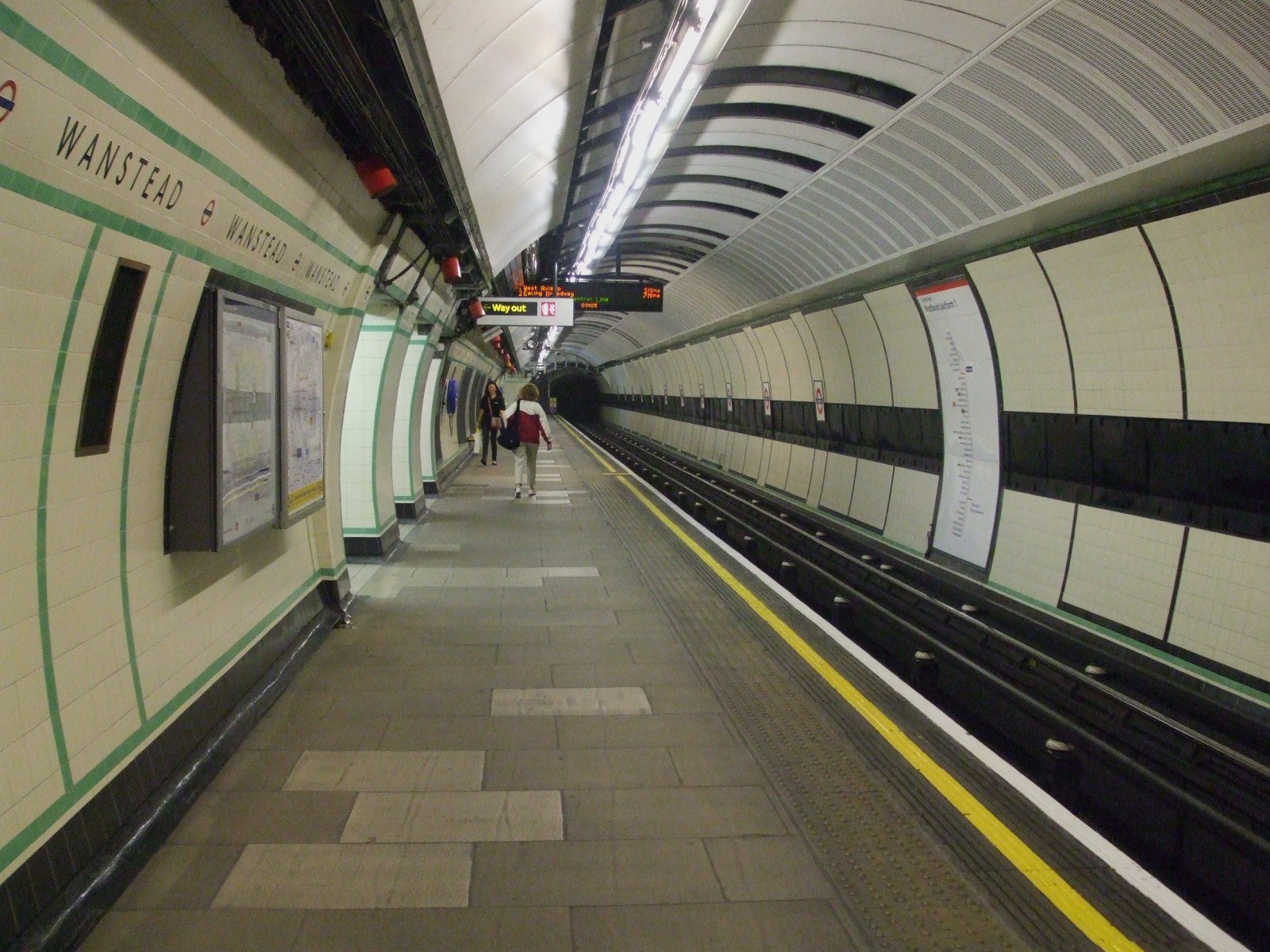
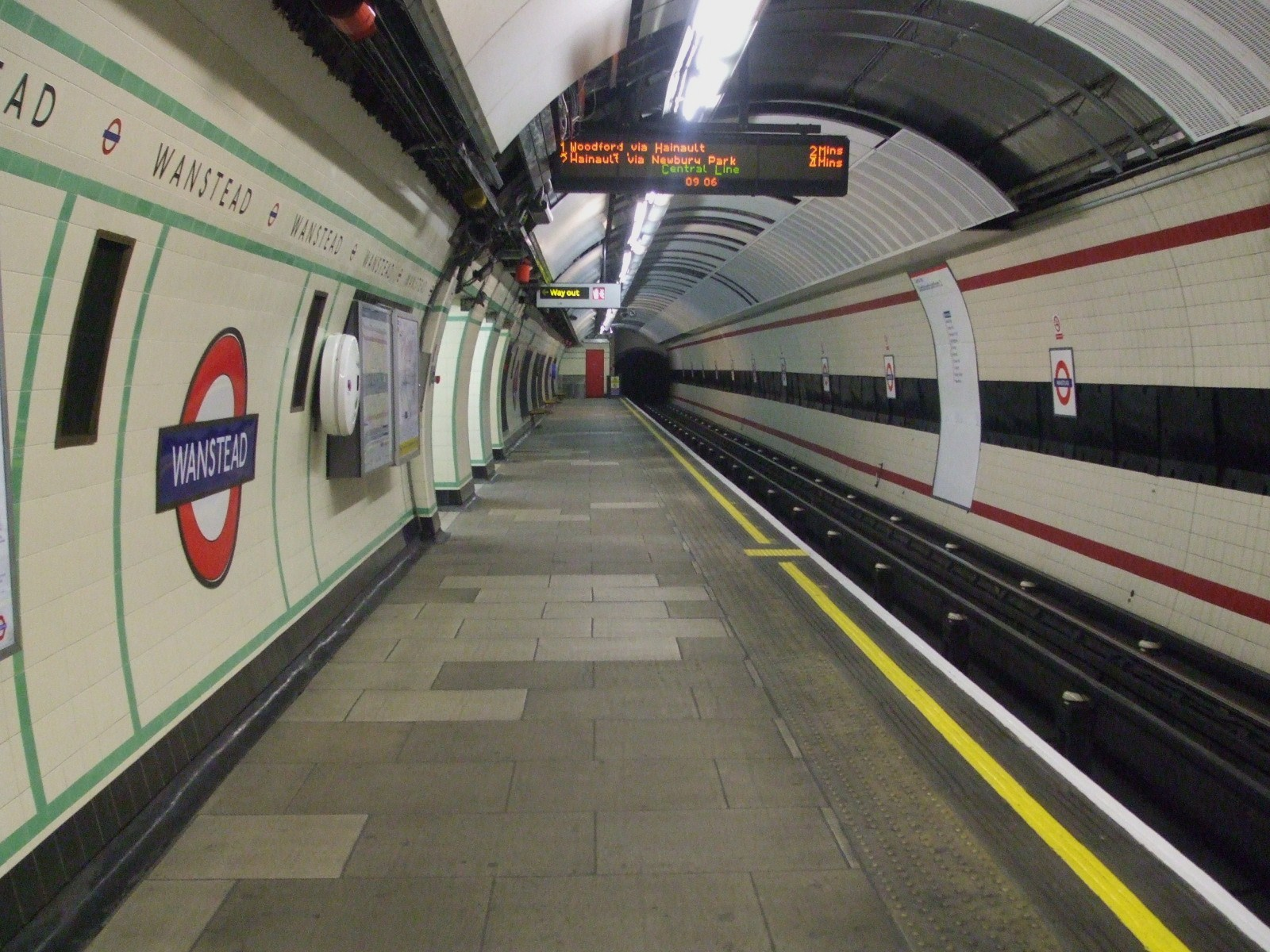
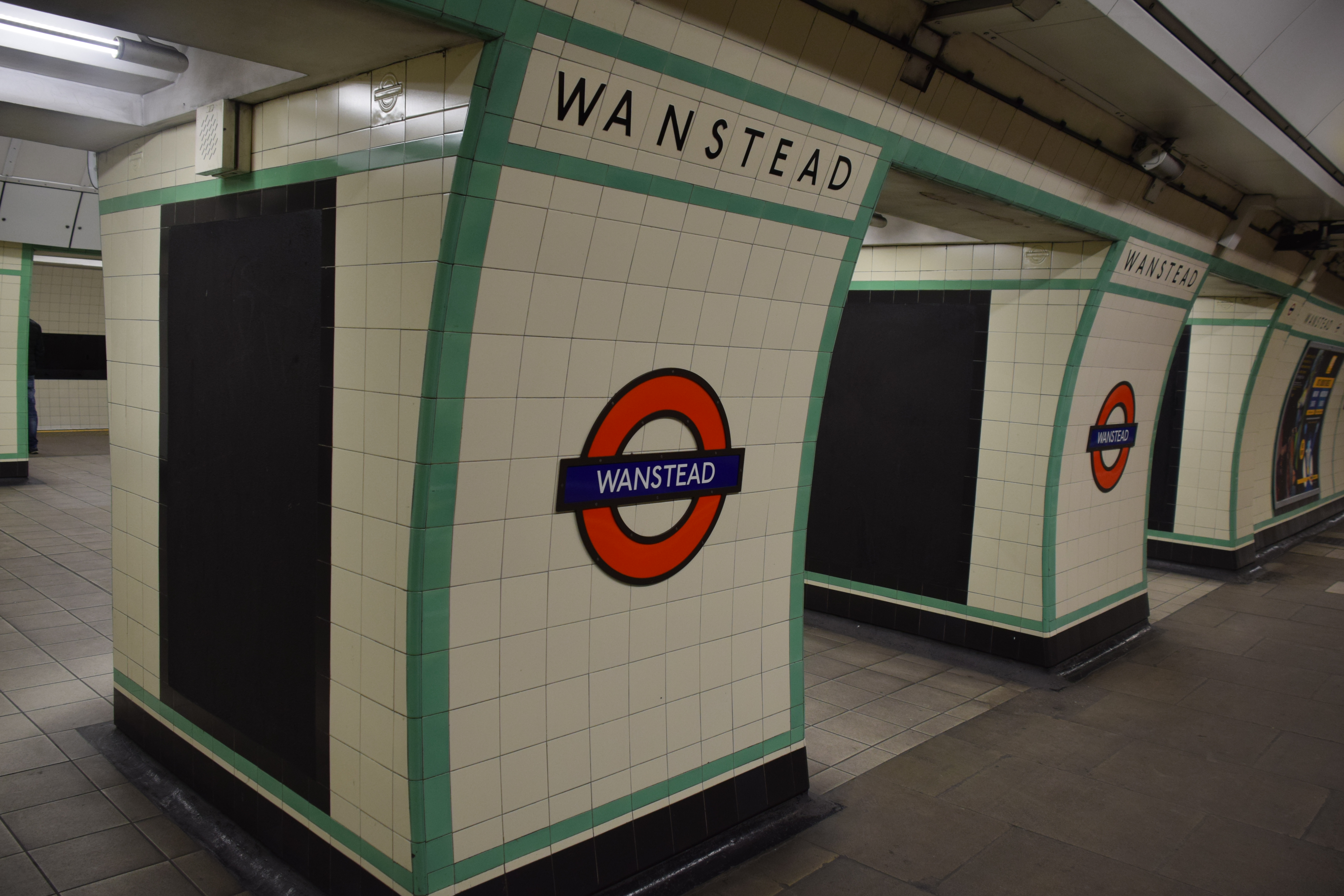
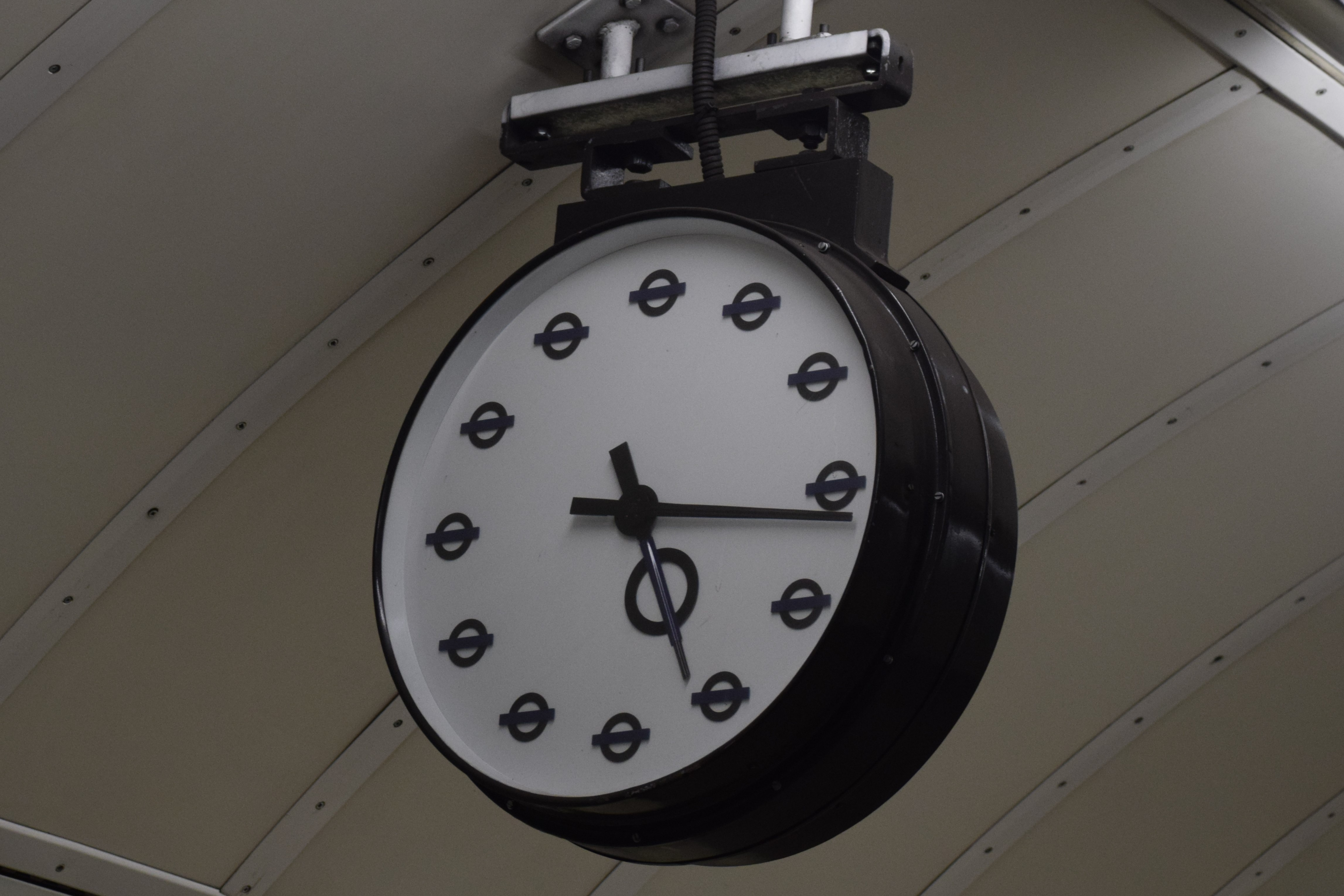
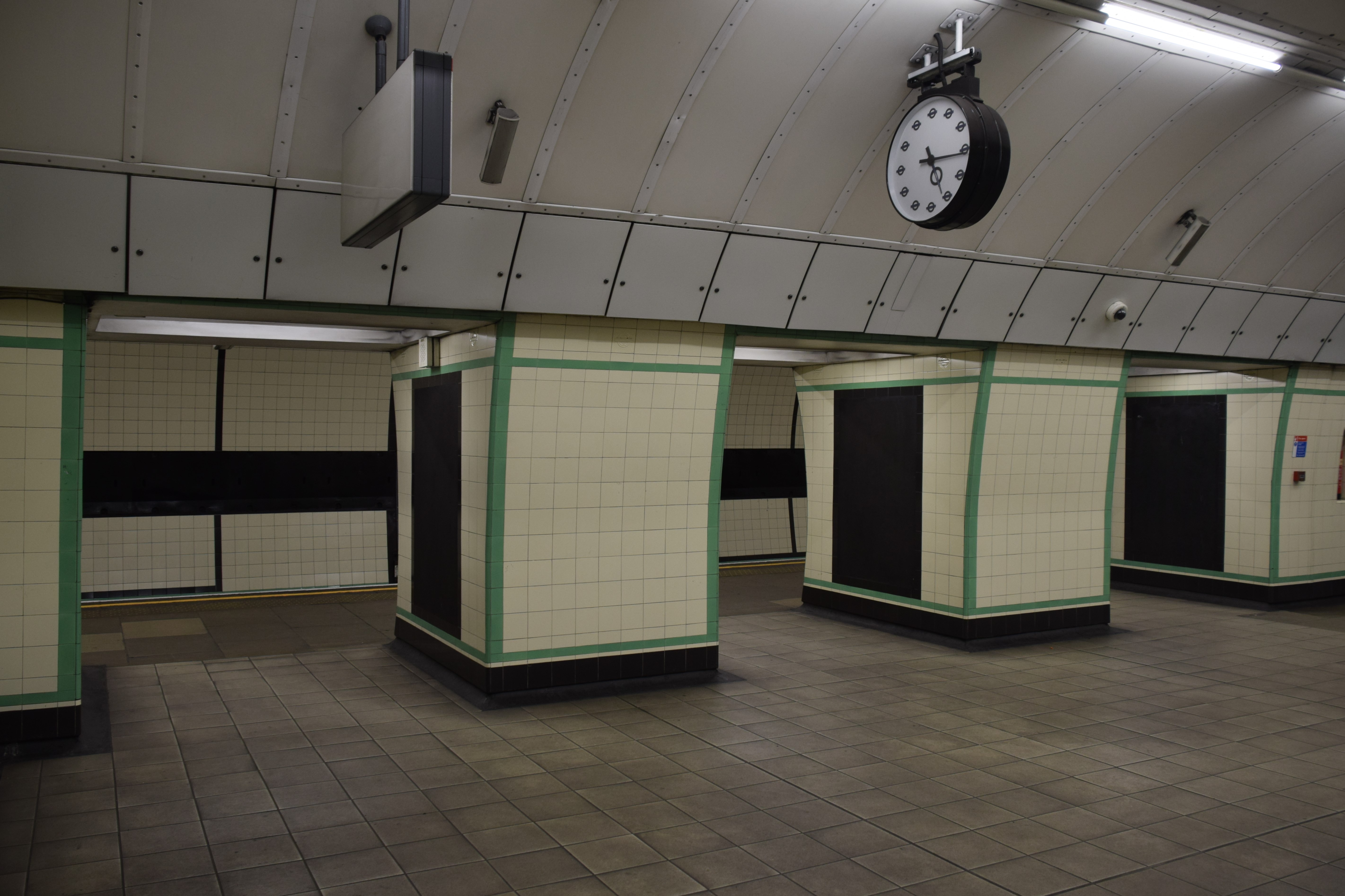